# Tommi Salmelainen
Tommi Salmelainen (Helsinki, 29 gennaio 1949) è un ex hockeista su ghiaccio finlandese, il primo nato e cresciuto in Europa ad essere stato selezionato nell'NHL Entry Draft
.

## Carriera
Salmelainen iniziò la propria carriera nella città natale di Helsinki, per una stagione con la squadra del Karhu-Kissat e poi dal 1967 con la squadra più prestigiosa della capitale, l'HIFK, con cui vinse un titolo nazionale nella stagione 1968-1969.
Al termine di quell'anno entrò nella storia della National Hockey League; infatti fu il primo giocatore ad essere cresciuto in una squadra europea ad essere stato selezionato in occasione dell'NHL Amateur Draft 1969 dai St. Louis Blues al sesto giro, in sessantaseiesima posizione. Per vedere altri giocatori europei scelti al draft si sarebbe dovuto aspettare il 1974. Salmelainen si trasferì in Nordamerica per una stagione ma non riuscì a esordire in NHL, giocò infatti nella Central Hockey League con il farm team dei  Kansas City Blues.
Ritornò subito in patria per giocare altre tre stagioni nell'HIFK, mentre dal 1973 andò a giocare dapprima in Austria per due stagioni presso il VEU Feldkirch, e successivamente per altre due stagioni non consecutive nel campionato tedesco con il Rosenheim. Nel 1971 aveva disputato i mondiali con la Finlandia arrivando al quarto posto finale.
Salmelainen concluse la propria carriera nel 1981 ancora con la maglia dell'HIFK dopo aver vinto un altro titolo nazionale nella stagione 1979-1980. Anche i due figli Tony e Tobias seguirono le orme paterne diventando giocatori di hockey su ghiaccio.

## Palmarès

### Club
- Campionato finlandese: 2

HIFK: 1968-1969, 1979-1980